# Іванченко Прокіп Леонтійович
Прокіп Леонтійович Іванченко (14 липня 1907, Добровеличківка, Херсонська губернія — 25 січня 1975, Одеса) — радянський біолог, доктор біологічних наук, професор, ректор Одеського державного університету імені І. І. Мечникова (1949—1953 рр.);

## Біографія
Прокіп Леонтійович Іванченко народився 14 липня 1907 р. у селищі Добровеличківка Єлисаветградського повіту Херсонської губкрнії. Початкову та середню освіту отримав у сільській школі, де вчився до 1927 р.
Після закінчення біологічного факультету Одеського інституту професійної освіти у 1933 р. був зарахований до аспірантури Одеського державного університету по кафедрі дарвінізму (наук. кер. проф. Г. А. Машталер). З 1934 р. працював асистентом кафедри дарвінізму, а з 1935 р. читавав курси «Діалектика природи» в Одеському медичному інституті та «Діалектичний матеріалізм» — на біологічному факультеті ОДУ.
У січні 1938 р. захистив дисертацію «Видові особливості у прояві гідротропічних та геотропічних властивостей рослин» на здобуття наукового ступеня кандидата біологічних наук, а в листопаді того ж року йому було присвоєно вчене звання  доцента.
З вересня 1936 р. — заступник декана біологічного факультету ОДУ і штатний доцент кафедри дарвінізму. Одночасно читає «Дарвінізм» в Одеському сільськогосподарському та «Генетику» в Миколаївському інститутах.
За пропозицією Всесоюзного комітету у справах вищої школи з лютого 1939 р. переходить до Уманського сільськогосподарського інституту на посаду декана плодоовочевого факультету і завідувача кафедри дарвінізму, генетики та селекції.
З 10 липня 1941 р. знаходиться в діючих частинах Радянської Армії, бере участь у боях під Сталінградом. Після закінчення війни з 1 липня 1946 р. працює на посаді завідувача кафедри дарвінізму і заступника, а у подальшому — декана біологічного факультету ОДУ.
4 лютого 1949 р. П. Л. Іванченка призначено ректором Одеського державного університету. Під час його ректорства відбулися конструктивні зміни в університеті: було введено в експлуатацію ще один навчальний корпус (вул. Щепкіна, 12) (1950), відбудовано корпус хімічного факультету (1951), були добре обладнані деякі кабінети, став до ладу новий спортивний зал, знову було відкрито друкарню, розгорнулася видавнича діяльність університету.
У квітні 1952 р. захистив докторську дисертацію за темою «Введення у біологію» у Спеціалізованій раді Ленінградського університету, а у 1953 р. ВАК СРСР затвердив його у вченому званні професора по кафедрі дарвінізму ОДУ.
З 1954 р. за наказом Міністерства вищої і середньої спеціальної освіти УРСР П. Л. Іванченка було призначено завідувачем кафедри біології Одеського медичного інституту ім. М. І. Пирогова.
Помер П. Л. Іванченко 25 січня 1975 року в Одесі. Похований на Другому християнському кладовищі.

## Наукова діяльність
Наукова діяльність проф. П. Л. Іванченка була присвячена питанням загальної біології, біохімії, дарвінізму, крайовій паразитології півдня України. Ним надруковано більше 60 наукових праць і вихована велика кількість учнів, які працюють у різних вузах та науково-дослідних інститутах держави.

## Наукові праці
- Гідротропізм у рослин у світлі філогенезу / П. Л. Іванченко // Тр. Одес. держ. ун-ту. Біологія. — 1937. — Т. 2. — С. 139—157.
- Процес регенерації у Paramecium caudatum / П. Л. Іванченко // Тр. Одес. держ. ун-ту. Біологія. — 1937. — Т. 2. — С. 131—137.
- Гідротропізм та екологія / П. Л. Іванченко // Зб. наук. пр. Одес. наук. ун-ту. — 1938. — № 3.
- Введение     в биологию : [учеб. пособие для биол.-почв. фак. ун-тов и естеств.     фак. пед. ин-тов] /     П. Л. Иванченко. – М. : Совет. наука, 1951. – 349 с. ; 2-е вид.     – 1954. – 358 c.
- Вчення Дарвіна про мінливість організмів, штучний та природний відбір / П. Л. Іванченко. — Київ: Рад. шк., 1958. — 54 с.
- Происхождение и развитие жизни и человека на Земле / П. Л. Иванченко. — Одесса: Обл. изд-во, 1955. — 94 с.
- Передумови еволюційної теорії в науці античного періоду і середніх віків / П. Л. Іванченко. — Київ: Рад. шк., 1958. — 54 с.
- Посібник для практичних занять з біології / П. Л. Іванченко. — Київ: Держмедвидав, 1959. — 219 с.
- Паразитофауна диких животных Одесской области / П. Л. Иванченко // Тр. 3-й науч. конф. Паразитологов УССР (дек. 1956 г.): тез. докл. — Киев, 1960. — С. 28-30.
- Курс дарвінізму: підручник / П. Л. Іванченко, Г. А. Машталер. — К. : Рад. шк., 1963. — 351 с.
- Выживаемость и развитие яиц аскарид на орошаемых и неорошаемых почвах пригородных хозяйств Одессы / П. Л. Иванченко // Сб. науч. работ по паразитологии МССР. — Кишинев, 1965. — С. 1–3.

## Нагороди
- Ордени Червоної Зірки, Трудового Червоного Прапора, «Знак Пошани»;
- Медалі «За оборону Сталінграда», «За взяття Кенігсберга», «За перемогу над Німеччиною у Великій Вітчизняній війні 1941—1945 рр.».